# Hvis du vidste
|  | Denne artikel er oprettet af botten Steenthbot ud fra en ekstern database. Den kan derfor have sproglige fejl eller mangler. Denne skabelon kan fjernes efter kontrol af indholdet. |

Hvis du vidste er en dansk kortfilm fra 2021 instrueret af Nicolai G.H. Johansen og produceret i Canada.

## Handling
Leonora har mod sin vilje ikke kontaktet sin eks-kæreste i flere måneder. Hvis bare han vidste, hvor langt hun er kommet. Hvis bare han vidste, hvor meget hun har gjort for ham. Hvis bare han vidste, at det hun gjorde mod ham, gjorde hun kun fordi, hun var syg.

## Medvirkende
- Mathilde Arcel Fock, Leonora
- Lars Simonsen, Morten
- Mathias Skov Rahbæk, A.P.
- Sandra Guldberg Kampp, Nadia
- Amanda Radeljak, Iben
- Emil Busk Jensen, Mark
- Emma Silja Sångren, Sara
- Magnus Juhl Andersen, Niklas
- Cecilie Bogø Bach, Maja